# Châteauneuf-de-Bordette
Châteauneuf-de-Bordette är en kommun i departementet Drôme i regionen Auvergne-Rhône-Alpes i sydöstra Frankrike. Kommunen ligger i kantonen Nyons som tillhör arrondissementet Nyons. År 2022 hade Châteauneuf-de-Bordette 101 invånare.

## Befolkningsutveckling
Antalet invånare i kommunen Châteauneuf-de-Bordette
Referens:INSEE